# Billy Young
Billy Young (Dublino, 1938 – Dublino, 18 aprile 2025) è stato un allenatore di calcio e calciatore irlandese, di ruolo difensore.

## Biografia
Da giocatore ricopriva il ruolo di difensore e giocò nei Bohemians dal 1962 al 1969, indossando anche la fascia di capitano.
Iniziò la carriera di allenatore nell'Athlone Town (periodo agosto-dicembre 1969) ed in seguito negli Shamrock Rovers, da cui diede le dimissioni nel novembre 1971. Nel 1973 succedette a Seán Thomas alla guida dei Bohemians; in questo club rimase per 16 anni prima di essere esonerato nel novembre 1989. Nel periodo con i Bohs riportò la squadra a vincere il campionato nel 1975, a 39 anni di distanza dall'ultimo; si ripeté nel 1978. Vinse inoltre una coppa d'Irlanda e due coppe di lega, sempre negli anni settanta.
È stato inserito nella hall of fame del Bohemian Football Club nel 2007.

## Palmarès
- Campionato irlandese: 2

Bohemians: 1974-1975, 1977-1978
- Coppa d'Irlanda: 1

Bohemians: 1975-1976
- Coppa di Lega irlandese: 2

Bohemians: 1974-1975, 1978-1979